# فهرست نمایندگان مجلس ایران
این فهرست، فهرست‌های افرادی که در طول تاریخ ایران در مجلس‌های ایران عضویت داشته‌اند را در بر دارد.

## فهرست‌ها
- فهرست نمایندگان مجلس شورای ملی (۱۳۵۷–۱۲۸۵)
- فهرست نمایندگان مجلس مؤسسان ایران (۱۳۰۴، ۱۳۲۸، ۱۳۴۶)
- فهرست نمایندگان مجلس سنای ایران (۱۳۵۷–۱۳۲۸)
- فهرست نمایندگان مجلس خبرگان قانون اساسی (۱۳۵۸)
- فهرست نمایندگان مجلس شورای اسلامی (۱۳۵۹– )
- فهرست نمایندگان مجلس خبرگان رهبری (۱۳۶۲– )